# Renno
Renno est une commune française située dans la circonscription départementale de la Corse-du-Sud et le territoire de la collectivité de Corse. Elle appartient à l'ancienne piève de Sorroingiù, dans les Deux-Sorru.

## Toponymie
En corse, la commune se nomme Rennu.

## Géographie

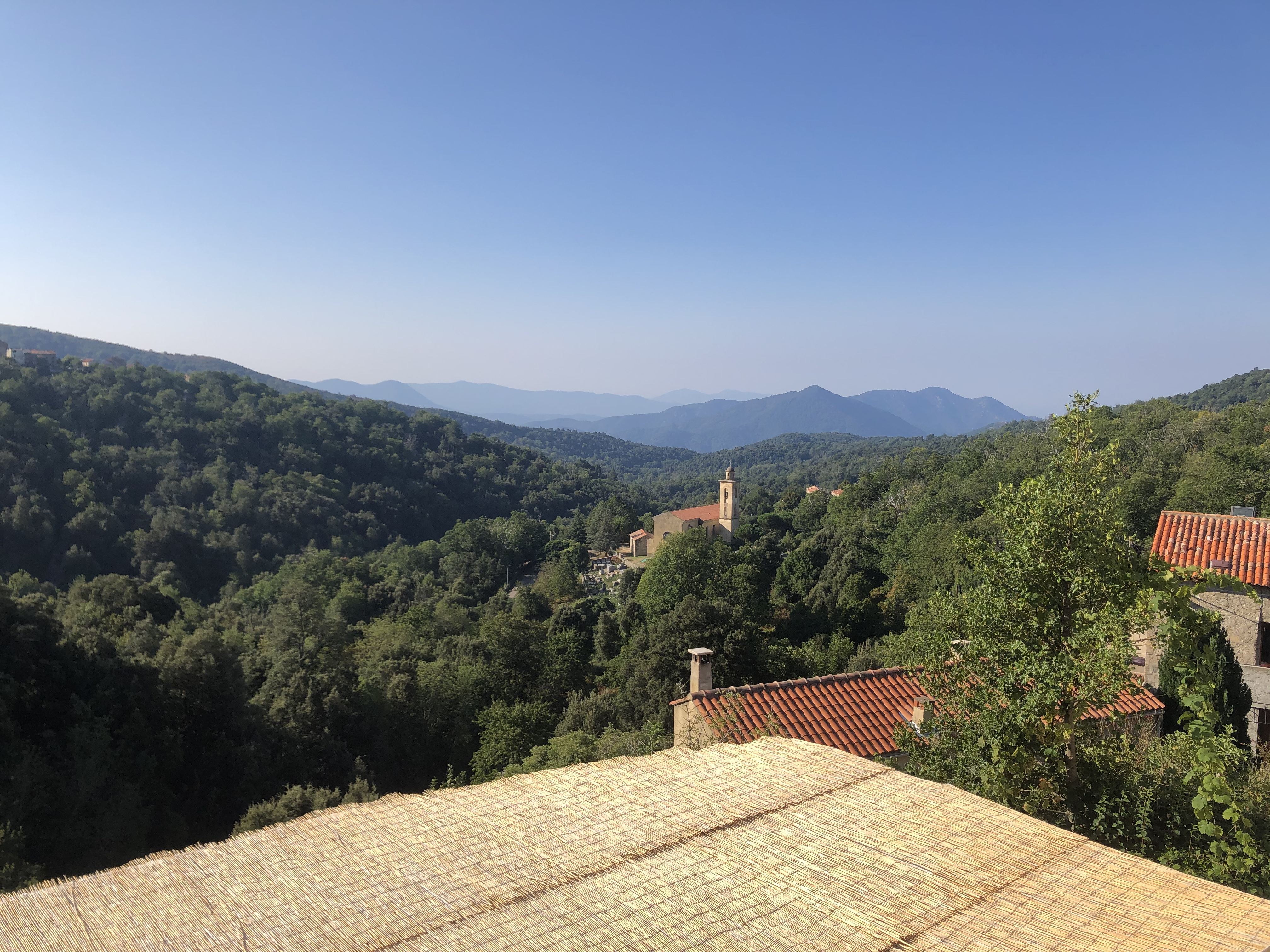
Hameau de Poggio

Renno est le village le plus haut du canton des Deux-Sorru. Il comporte 5 hameaux :
- Poggio, le hameau administratif où se trouve la mairie aujourd'hui ;
- Padingu ;
- Macinaggio, avec son quartier des « Sans Soucis » ;
- Chimeglia, le hameau industriel, où l'on retrouve le moulin ;
- Chjirasgia, le hameau résidentiel, le plus haut du village.

Au milieu de ces 5 hameaux se trouve l'auberge « U Ponte ».

## Urbanisme

### Typologie
Au 1er janvier 2024, Renno est catégorisée commune rurale à habitat très dispersé, selon la nouvelle grille communale de densité à sept niveaux définie par l'Insee en 2022.
Elle est située hors unité urbaine. Par ailleurs la commune fait partie de l'aire d'attraction d'Ajaccio, dont elle est une commune de la couronne,. Cette aire, qui regroupe 79 communes, est catégorisée dans les aires de 50 000 à moins de 200 000 habitants,.

### Occupation des sols
L'occupation des sols de la commune, telle qu'elle ressort de la base de données européenne d’occupation biophysique des sols Corine Land Cover (CLC), est marquée par l'importance des forêts et milieux semi-naturels (92,8 % en 2018), une proportion identique à celle de 1990 (92,9 %). La répartition détaillée en 2018 est la suivante : 
forêts (47,7 %), milieux à végétation arbustive et/ou herbacée (28,3 %), espaces ouverts, sans ou avec peu de végétation (16,8 %), prairies (5,2 %), zones agricoles hétérogènes (2 %). L'évolution de l’occupation des sols de la commune et de ses infrastructures peut être observée sur les différentes représentations cartographiques du territoire : la carte de Cassini (XVIIIe siècle), la carte d'état-major (1820-1866) et les cartes ou photos aériennes de l'IGN pour la période actuelle (1950 à aujourd'hui).

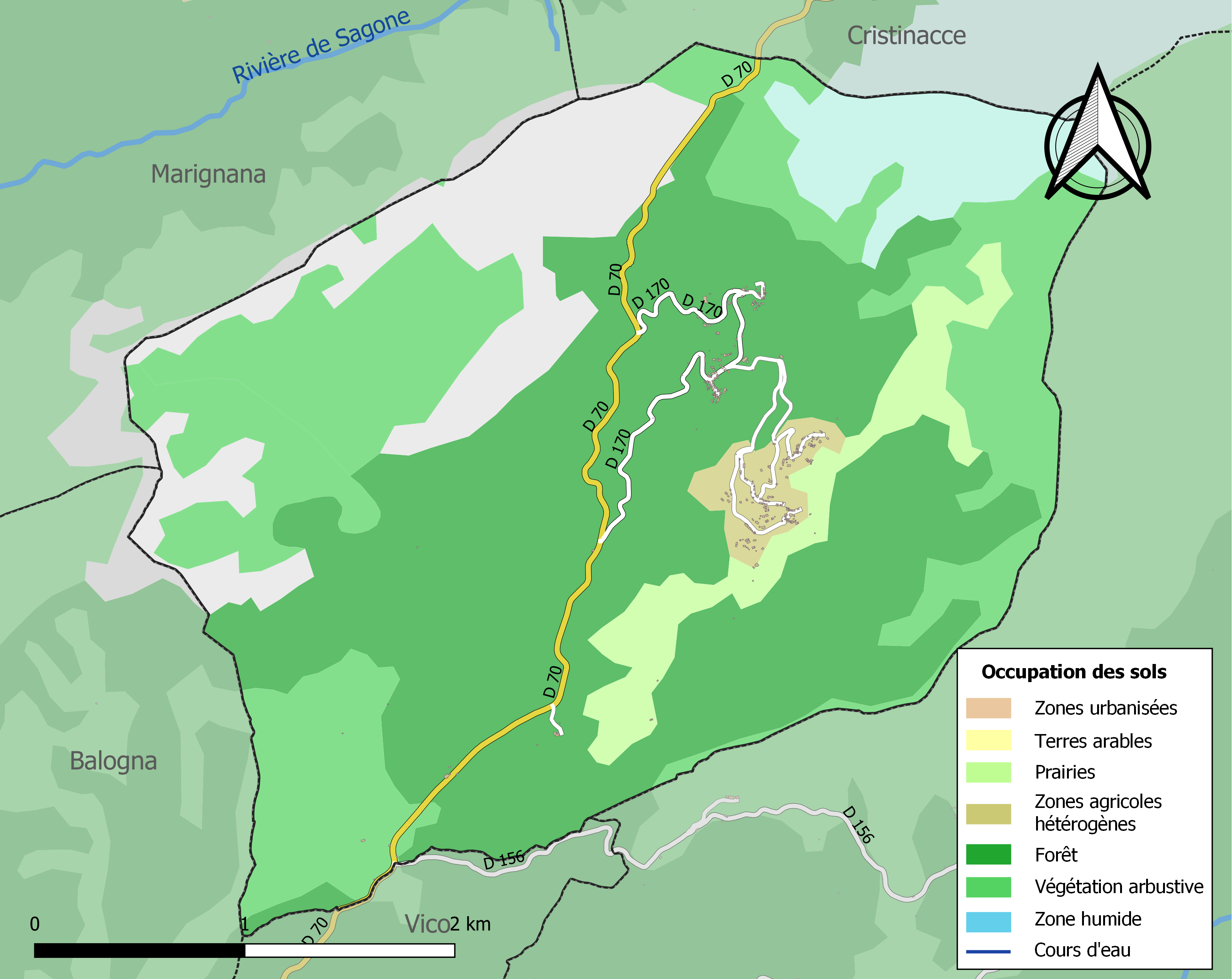
Carte des infrastructures et de l'occupation des sols de la commune en 2018 (CLC).

## Politique et administration
| Période    | Période | Identité               | Étiquette | Qualité                                                                                    |
| ---------- | ------- | ---------------------- | --------- | ------------------------------------------------------------------------------------------ |
| 1848       | 1863    | Jean Leca (né en 1808) |           |                                                                                            |
| 1870       | 1890    | Jean Leca              |           |                                                                                            |
|            |         |                        |           |                                                                                            |
| avant 1981 | ?       | Pierre Susini          |           |                                                                                            |
| 1983       | 2021    | Joselyne Mattei Fazi   | UMP-LR    | Fonctionnaire Conseillère de l’Assemblée de Corse conseillère à la chambre des territoires |
| 2021       | 2026    | Xavier Luciani         |           |                                                                                            |

## Démographie
L'évolution du nombre d'habitants est connue à travers les recensements de la population effectués dans la commune depuis 1800. Pour les communes de moins de 10 000 habitants, une enquête de recensement portant sur toute la population est réalisée tous les cinq ans, les populations de référence des années intermédiaires étant quant à elles estimées par interpolation ou extrapolation. Pour la commune, le premier recensement exhaustif entrant dans le cadre du nouveau dispositif a été réalisé en 2006.

En 2022, la commune comptait 63 habitants, en évolution de +5 % par rapport à 2016 (Corse-du-Sud : +7,61 %, France hors Mayotte : +2,11 %).
| 1800 | 1806 | 1821 | 1831 | 1836 | 1841 | 1846 | 1851 | 1856 |
| ---- | ---- | ---- | ---- | ---- | ---- | ---- | ---- | ---- |
| 809  | 775  | 770  | 810  | 861  | 863  | 860  | 858  | 854  |

| 1861 | 1866 | 1872 | 1876 | 1881 | 1886 | 1891 | 1896 | 1901 |
| ---- | ---- | ---- | ---- | ---- | ---- | ---- | ---- | ---- |
| 801  | 877  | 944  | 947  | 889  | 857  | 820  | 814  | 777  |

| 1906 | 1911 | 1921 | 1926 | 1931 | 1936 | 1946 | 1954 | 1962 |
| ---- | ---- | ---- | ---- | ---- | ---- | ---- | ---- | ---- |
| 740  | 748  | 681  | 702  | 663  | 604  | 593  | 502  | 261  |

| 1968 | 1975 | 1982 | 1990 | 1999 | 2006 | 2011 | 2016 | 2021 |
| ---- | ---- | ---- | ---- | ---- | ---- | ---- | ---- | ---- |
| 196  | 152  | 108  | 84   | 77   | 83   | 59   | 60   | 62   |

| 2022 | - | - | - | - | - | - | - | - |
| ---- | - | - | - | - | - | - | - | - |
| 63   | - | - | - | - | - | - | - | - |

## Lieux et monuments
- Auberge « U Ponte »
- Fontaine de Poggio
- Fontaine du Lion (Chjirasgia)
- Fontaine de Tarzaniglia (Chimeglia)
- Église de Sainte-Célestine (Poggio)
- Église Sainte-Marie (Chimeglia)
- Église Saint-Jacques (Chjirasgia)

## Événements
- Foire de San Roccu, traditionnellement fêtée du 16 au 18 août.
- Foire de la Tumbera, fêtée le premier dimanche de février.
- Fête de la Saint-Jacques, dans le hameau de Chjirasgia, fêtée le 25 juillet.
- Festival de musique, Sorru in Musica.

## Personnalités
- Marie Susini (1916-1993) écrivaine, née à Renno[12].
- Paul Arrighi[13] (1895-1975) professeur, écrivain, fondateur la revue littéraire intitulée L'Annu Corsu (1923-1939)[14].
- Dominique Alfonsi (1935-2007) Journaliste, éditeur, imprimeur, militant autonomiste[15],[16].
- Bertrand Cervera[17] (1967) Violoniste (Violon solo de l'Orchestre National de France et au World Orchestra for Peace[18]), professeur, fondateur du festival Sorru in Musica[19] en Corse en 2004.